# Nguồn địa chấn
Bài viết này về các nguồn địa chấn nhân tạo. Về các nguồn địa chấn tự nhiên, xem động đất, núi lửa, và các bài viết có liên quan.

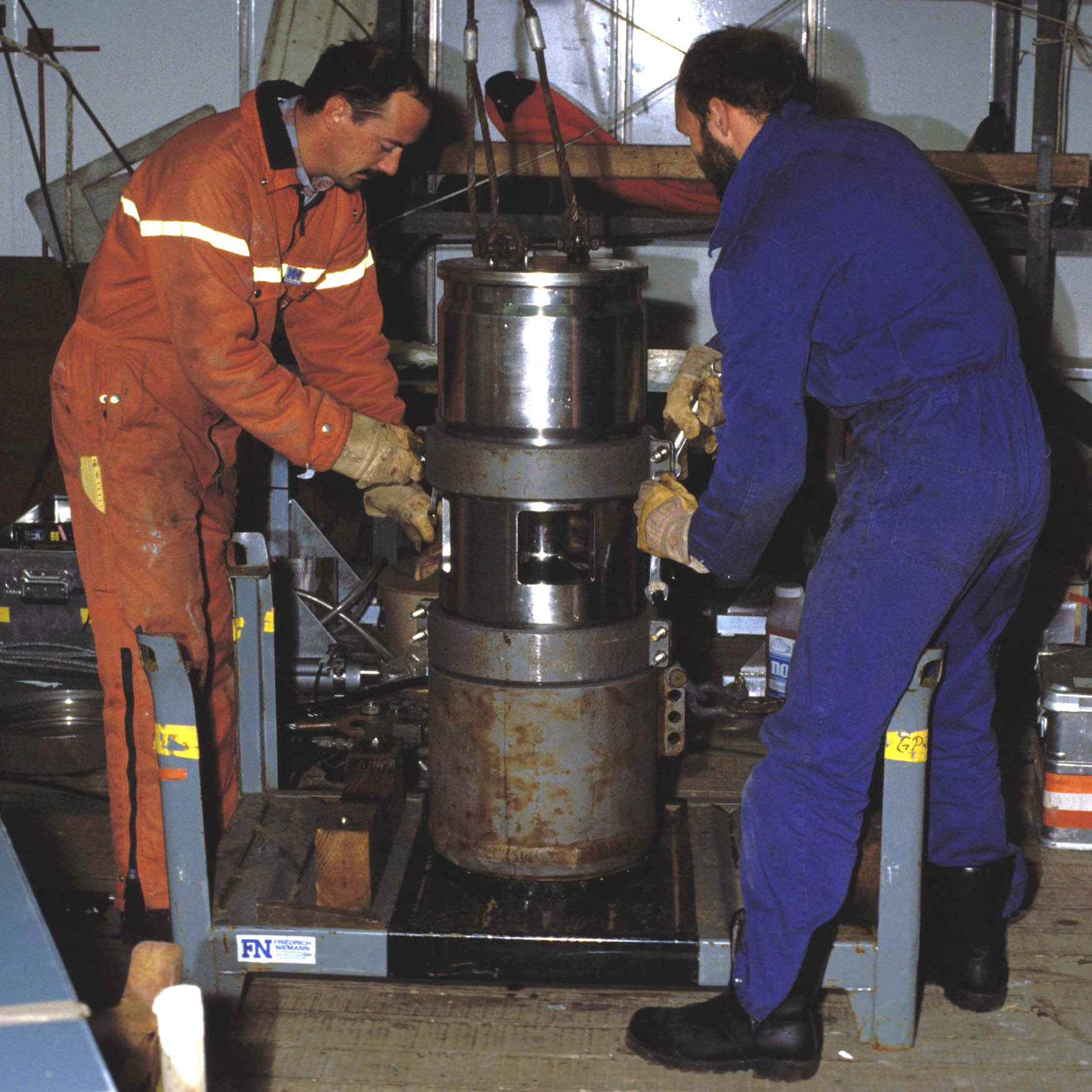
Một cái súng hơi phát địa chấn (30 lít)

Nguồn địa chấn là một thiết bị phát ra năng lượng địa chấn được quản lý để thực hiện khảo sát địa chấn phản xạ và địa chấn khúc xạ. Một nguồn địa chấn có thể đơn giản, như là dynamit, hoặc có thể là thiết bị tinh vi, như là súng hơi chuyên dụng. Nguồn địa chấn có thể cung cấp các pha năng lượng riêng lẻ hoặc liên tục, tạo ra sóng địa chấn, nó có thể di chuyển qua cái môi trường như là nước hoặc các tầng đá. Có một số loại sóng sau đó phản xạ và khúc xạ và được ghi lại bởi máy thu, như là đầu thu sóng địa chấn hoặc đầu thu sóng địa chấn trong nước.
Các nguồn địa chấn có thể được sử dụng để nghiên cứu các cấu trúc nông dưới lòng đất, trong kỹ thuật xây dựng, hoặc các cấu trúc sâu hơn, trong các ngành dầu mỏ hoặc khoáng sản, hoặc để vẽ bản đồ đứt gãy dưới lòng đất hoặc các nghiên cứu khoa học khác. Tín hiệu quay lại từ các nguồn phát được xác định bởi các cảm biến địa chấn (đầu thu sóng địa chấn hoặc đầu thu sóng địa chấn trong nước) được đặt ở các khoảng cách xác định so với vị trí của nguồn. Tín hiệu được ghi lại sau đó được các chuyên gia xử lý và minh giải để đưa ra thông tin chi tiết về bên dưới bề mặt.

## Tính chất nguồn
Nguồn địa chấn có thể có các đặc điểm sau:
1. Tạo ra tín hiệu xung
2. Giới hạn băng tần
3. Sóng được phát ra có thời gian thay đổi

Phương trình tổng quát thể hiện tất cả các tính chất sau là:
{\displaystyle s(t)=\beta e^{-\alpha t^{2}}\sin(2\pi f_{max}t)}
trong đó {\displaystyle f_{max}} là thành phần tần số tối đa của dạng sóng được phát ra.

## Các loại nguồn

### Búa
Nguồn cơ bản nhất là búa tạ, đập trực tiếp vào mặt đất, hoặc đập vào một tấm kim loại trên mặt đất. Nó hữu ích cho khảo sát địa chấn phản xạ sâu tới 20 m dưới mặt đất.

### Nguồn nổ
Thuốc nổ, như là dynamit, có thể sự dụng làm nguồn phát năng lượng địa chấn thô nhưng hiệu quả. Ví dụ, hexanitrostilbene là nguồn chất nổ chính được cho vào hộp súng cối được sử dụng làm một phần của Thí nghiệm địa chất hoạt động Mặt Trăng. Thông thường, thuốc nổ được đặc giữa 6 và 76 mét (20 và 250 ft) dưới mặt đất, trong một dố mà được khoan sẵn với djao cụ khoan. Cách khoan này được gọi là "khoan nổ địa chấn". Một giàn khoan phổ biến được sử dụng cho "khoan nổ địa chấn" là giàn khoan ARDCO C-1000 được đặt trên xe chở RDCO K 4X4. Loại giàn khaon kiểu này thường sử dụng nước hoặc không khí để hỗ chợ khoan.

### Nguồn xung điện từ (không nổ)
Nguồn xung điện từ dựa trên các nguyên lý điện động lực và điện từ.

## Bibliography
- Crawford, J. M., Doty, W. E. N. and Lee, M. R., 1960, Continuous signal seismograph: Geophysics, Society of Exploration Geophysicists, 25, 95-105.
- Robert E. Sheriff, Encyclopedic Dictionary of Applied Geophysics (Geophysical References No. 13) 4th Edition, 2002, 429 pag. ISBN 978-1560801184.
- Snieder, R., 2004, Extracting the Green's function from the correlation of coda waves: A derivation based on stationary phase, Phys. Rev. E., 69, 4, 046610.
- Seismic Wave Propagation Modeling and Inversion, Phil Bording  Lưu trữ ngày 8 tháng 2 năm 2008 tại Wayback Machine
- Derivation of Seismic wave equation can be found here.